# Can Miret de les Parellades
Can Miret de les Parellades és una masia de Sant Pere de Ribes (Garraf) protegida com a bé cultural d'interès local.

## Descripció
Casa urbana situada a l'inici del nucli de les Parellades, al costat del pont que comunica aquest nucli amb el de Ribes. És un edifici aïllat de planta quadrangular i tres crugies. Consta de planta baixa i dos pisos i té la coberta a dues vessants amb el carener paral·lel a la façana. El frontis es compon simètricament segons tres eixos, definits per obertures d'arc pla arrebossat, excepte el portal, d'arc escarser de pedra. Els finestrals del primer pis tenen sortida a balcons amb baranes forjades, que queden suportats amb mènsules. La façana presenta cornises a nivell de forjats, amb la part superior rematada per una imbricació ceràmica. La resta de façanes presenta obertures d'arc pla arrebossat disposades de forma aleatòria. A la façana de ponent hi ha adossat un volum rectangular de planta baixa i pis i coberta a dues vessants amb el carener paral·lel a la façana. Té dos portals d'arc rebaixat ceràmic a la planta baixa, així com una galeria horitzontal de quatre pòrtics d'arc de mig punt arrebossat, delimitats amb balustrada ceràmica. A la façana de llevant del volum principal hi ha adossat un cos de planta baixa obert amb un portal d'arc rebaixat ceràmic. Al costat d'aquest cos hi ha un baluard amb una portalada d'arc carpanell de pedra. L'acabat exterior de la construcció és arrebossat i pintat de color ocre, amb les finestres emmarcades de color blanc.

## Notícies històriques
La masia de Can Miret de les Parellades va ser bastida durant segona meitat del segle xix segons l'estètica colonial predominant en aquell moment. Es tracta de la típica casa d'"americano".